# GN-Klasse L-1
Die Klasse L-1 der Great Northern Railway (GNR) umfasste 22 von den Baldwin Locomotive Works gebaute Mallet-Lokomotiven der Achsformel (1’C)’C1’ Mallet Mogul mit Schlepptender.

## Geschichte
Die GNR war nach der Baltimore and Ohio Railroad (B&O) die zweite Bahn in Nordamerika, die Mallet-Lokomotiven beschaffte. Im Gegensatz zu den als Old Maude bezeichneten C’C-Lokomotiven der B&O wurden die Lokomotiven der GNR mit je einer Vorlauf- und einer Nachlaufachse versehen, was ihnen ein besseres Fahrverhalten gab. Eine erste Serie von fünf Lokomotiven wurde 1906 beschafft, die im Bundesstaat Washington auf der Strecke über die Cascade Mountains eingesetzt wurden. Der Abschnitt zwischen Skykomish im Westen und Leavenworth im Osten galt als besonders schwierig zu befahrende Strecke, weil in beide Richtungen ungefähr 30 km lange Rampen mit Steigungen von 22 ‰ zu überwinden waren. Die Lokomotiven wurden anfangs als Schiebelokomotiven auf den Rampen eingesetzt. Sie konnten zusammen mit einer 1’D-Lokomotive einen 1300 t-Zug, zusammen mit einer zweiten Mallet-Lokomotive einen 1600 t Zug über den Berg befördern. Zuvor wurden als Nachschieber ebenfalls 1’D-Lokomotiven verwendet, wodurch das Zugsgewicht auf 1050 t beschränkt war und der Wasser- und Brennstoffverbrauch kaum geringer ausfiel.
Die Lokomotiven bewährten sich, sodass 1908 weitere 17 Stück beschafft wurden. Drei Lokomotiven, die ursprünglich für die GNR vorgesehen waren, wurden bereits ab Werk an die Chicago, Burlington and Quincy Railroad (CB&Q) verkauft, wo sie als T-1 bezeichnet wurden. Unter der Bezeichnung T-1a beschaffte die CB&Q weitere fünf Lokomotiven ab Werk.
Bis Mitte der 1920er-Jahre wurden die Lokomotiven auf den Rampen der Cascade Mountains eingesetzt und danach in Mikado-Lokomotive der Klasse O-6 umgebaut.